# Three Kings (Nouvelle-Zélande)
Three Kings est une banlieue de la cité d’Auckland, située dans l’île du Nord de la Nouvelle-Zélande.

## Situation

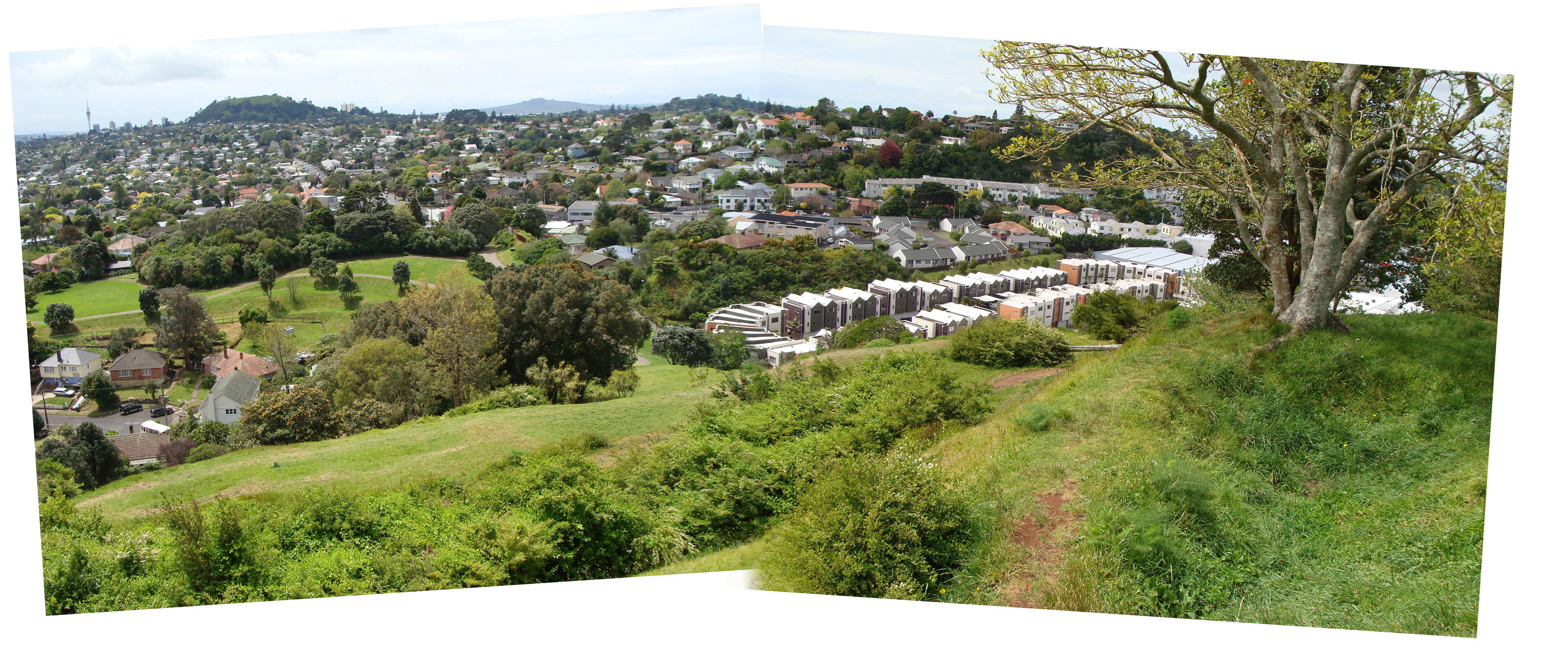
Vue nord-est du sommet du grand roi montrant les terrasses s’échelonnant sur les pentes, datant du temps, où était situé un Pa (Maori)

La banlieue des « Trois rois » ou Three Kings est localisée à 6 km au sud du centre-ville de la cité d’Auckland, entre les banlieues de Royal Oak et Mount Roskill.

## Géographie
La banlieue est construite autour du volcan Te Tātua-a-Riukiuta (en),aussi connu sous le nom des « Three Kings », car il a trois pics saillants et un certain nombre de sommets plus petits, mais la plupart d’entre eux ont donné lieu à des carrières, laissant un seul sommet constituant le pic principal (souvent appelé le Big King). 
C’est probablement le volcan le plus complexe du champ volcanique d'Auckland.

## Population
C’est le siège d’une communauté multi-ethnique très diverse d’environ 5 000 personnes lors du recensement de la population en Nouvelle-Zélande de 2013.

## Installations
Les « Trois rois » sont caractérisés par un complexe formé de petits magasins et d’un  supermarché appelé Three Kings Plaza. 
Il existe aussi une zone commerciale et une clinique, qui prend en charge les accidents et les problèmes médicaux. 
La bibliothèque du Mount Roskill est située au-dessus du centre dit du Fickling Convention, qui est le lieu d’un grand nombre d’évènements concernant la communauté.

## Personnalités
Le domicile de Phil Goff, autrefois leader du Parti travailliste de Nouvelle-Zélande et député MP de la circonscription électorale de électorat de Mt Roskill (en), est situé dans le quartier de Three Kings. 
Goff fréquenta l’école primaire de Three Kings Primary School.

## Éducation
- L’école secondaire publique est celle de Mount Roskill Grammar School (en).
- Les étudiants catholiques fréquentent le Collège Marcellin (en) (mixte), le St Peter's College (pour les garçons) ou le Marist College (en) (pour les filles).
- L’école primaire publique locale est la Mt Roskill Primary school et le Mount Roskill Intermediate (en), le Three Kings Primary, le May Road Primary et le Dominion Road Primary.

## voir aussi
- Liste des villes de Nouvelle-Zélande